# Verein für Leibesübungen von 1899 2020-2021
Questa voce raccoglie le informazioni riguardanti il Verein für Leibesübungen von 1899 nelle competizioni ufficiali della stagione 2020-2021.

## Stagione
Nella stagione 2020-2021 l'Osnabrück, allenato da Marco Grote, Florian Fulland e Markus Feldhoff, concluse il campionato di 2. Bundesliga al 16º posto, perse i play-out con l'Ingolstadt 04 e fu retrocesso in 3. Liga. In Coppa di Germania l'Osnabrück fu eliminato al secondo turno dal Colonia.

## Rosa
| N. |                        | Ruolo | Calciatore           |
| -- | ---------------------- | ----- | -------------------- |
| 1  | Germania (bandiera)    | P     | Moritz Nicolas       |
| 4  | Austria (bandiera)     | D     | Lukas Gugganig       |
| 5  | Kazakistan (bandiera)  | D     | Konstantin Engel     |
| 6  | Paesi Bassi (bandiera) | C     | Ludovit Reis         |
| 7  | Kosovo (bandiera)      | D     | Bashkim Ajdini       |
| 8  | Germania (bandiera)    | C     | Ulrich Taffertshofer |
| 10 | Germania (bandiera)    | C     | Niklas Schmidt       |
| 11 | Paesi Bassi (bandiera) | A     | Jay-Roy Grot         |
| 13 | Germania (bandiera)    | D     | Ken Reichel          |
| 14 | Togo (bandiera)        | A     | Etienne Amenyido     |
| 15 | Germania (bandiera)    | A     | Sebastian Müller     |
| 16 | Germania (bandiera)    | C     | Ulrich Bapoh         |
| 17 | Croazia (bandiera)     | D     | Adam Sušac           |
| 18 | Germania (bandiera)    | D     | Maurice Trapp        |
| 19 | Germania (bandiera)    | D     | Kevin Wolze          |

| N. |                     | Ruolo | Calciatore         |
| -- | ------------------- | ----- | ------------------ |
| 20 | Germania (bandiera) | A     | Marc Heider        |
| 21 | Germania (bandiera) | P     | Laurenz Beckemeyer |
| 22 | Germania (bandiera) | P     | Philipp Kühn       |
| 23 | Polonia (bandiera)  | C     | David Blacha       |
| 26 | Germania (bandiera) | C     | Sebastian Klaas    |
| 27 | Germania (bandiera) | A     | Luc Ihorst         |
| 28 | Germania (bandiera) | D     | Tim Möller         |
| 29 | Germania (bandiera) | C     | Bryan Henning      |
| 30 | Germania (bandiera) | C     | Maurice Multhaup   |
| 31 | Germania (bandiera) | D     | Luis Sprekelmeyer  |
| 32 | Germania (bandiera) | P     | David Buchholz     |
| 33 | Germania (bandiera) | D     | Timo Beermann      |
| 35 | Germania (bandiera) | C     | Marc Augé          |
| 37 | Germania (bandiera) | C     | Sebastian Kerk     |

## Organigramma societario
Area tecnica
- Allenatore:
- Allenatore in seconda: Tim Danneberg, Florian Fulland
- Preparatore dei portieri: Rolf Meyer
- Preparatori atletici: Maximilian Lankheit

## Calciomercato

### Sessione estiva
| Acquisti | Acquisti         | Acquisti            | Acquisti |
| R.       | Nome             | da                  | Modalità |
| -------- | ---------------- | ------------------- | -------- |
| C        | Ludovit Reis     | Barcellona B        |          |
| A        | Christian Santos | Deportivo La Coruña |          |
| C        | Ulrich Bapoh     | Sconosciuta         |          |
| P        | Moritz Nicolas   | Union Berlino       |          |
| D        | Ken Reichel      | Union Berlino       |          |
| C        | Sebastian Kerk   | Norimberga          |          |
| A        | Luc Ihorst       | Werder Brema II     |          |
| D        | Timo Beermann    | Heidenheim          |          |
| C        | Nico Granatowski | Hansa Rostock       |          |
| D        | Tim Möller       | Sportfreunde Lotte  |          |

| Cessioni | Cessioni       | Cessioni           | Cessioni |
| R.       | Nome           | a                  | Modalità |
| -------- | -------------- | ------------------ | -------- |
| C        | Moritz Heyer   | Amburgo            |          |
| A        | Hakim Traoré   | Oldenburg          |          |
| D        | Felix Agu      | Werder Brema       |          |
| A        | Marcos Álvarez | KS Cracovia        |          |
| A        | Assan Ceesay   | Zurigo             |          |
| D        | Jakob Duhme    | Sportfreunde Lotte |          |
| A        | Benjamin Girth | Holstein Kiel      |          |
| P        | Nils Körber    | Hertha Berlino     |          |
| D        | Joost van Aken | Sheffield Weds     |          |

### Sessione invernale
| Acquisti | Acquisti         | Acquisti          | Acquisti |
| R.       | Nome             | da                | Modalità |
| -------- | ---------------- | ----------------- | -------- |
| A        | Jay-Roy Grot     | Leeds Utd         |          |
| A        | Sebastian Müller | Arminia Bielefeld |          |

| Cessioni | Cessioni         | Cessioni   | Cessioni |
| R.       | Nome             | a          | Modalità |
| -------- | ---------------- | ---------- | -------- |
| C        | Sven Köhler      | Verl       |          |
| C        | Nico Granatowski | Magdeburgo |          |

## Risultati

### 2. Bundesliga

#### Girone di andata
| Arbitro: | Kampka |

|            |           |            |
| Seguin 15’ | Marcatori | 26’ Santos |

| Arbitro: | Aarnink |

|                        |           |             |
| Santos 33’ (rig.), 47’ | Marcatori | 90’ Ducksch |

| Bochum 2 ottobre 2020, ore 18:30 CEST 3ª giornata | Bochum | 0 – 0 referto | Osnabrück | Vonovia Ruhrstadion (4 231 spett.)\| Arbitro: \| Sather \| |
| Arbitro:                                          | Sather |               |           |                                                            |

| Arbitro: | Schmidt |

|            |           |             |
| Ihorst 78’ | Marcatori | 30’ Pálsson |

| Arbitro: | Dingert |

|                |           |              |
| Kühlwetter 54’ | Marcatori | 61’ Amenyido |

| Arbitro: | Siewer |

|                         |           |             |
| Beermann 42’ Ajdini 45’ | Marcatori | 61’ Behrens |

| Arbitro: | Gerach |

|                      |           |                                               |
| Albers 12’ Opoku 75’ | Marcatori | 22’ (rig.), 41’, 72’ (rig.) Kerk 64’ Amenyido |

| Arbitro: | Zwayer |

|                 |           |                                                 |
| Kerk 90’ (rig.) | Marcatori | 25’, 71’ Schäffler 29’ Nürnberger 43’ Lohkemper |

| Arbitro: | Jöllenbeck |

|  |           |            |
|  | Marcatori | 86’ Blacha |

| Arbitro: | Ittrich |

|              |           |                        |
| Beermann 28’ | Marcatori | 77’ Kother 89’ Hofmann |

| Arbitro: | Thomsen |

|  |           |                      |
|  | Marcatori | 3’ Kerk 65’ Multhaup |

| Arbitro: | Lechner |

|                                 |           |  |
| Appelkamp 11’ Hennings 89’, 90’ | Marcatori |  |

| Arbitro: | Petersen |

|  |           |            |
|  | Marcatori | 56’ Michel |

| Arbitro: | Osmers |

|            |           |                      |
| Arslan 90’ | Marcatori | 27’ Schmidt 42’ Kerk |

| Arbitro: | Siewer |

|                     |           |                               |
| Kerk 41’ Ihorst 85’ | Marcatori | 67’, 76’ Pieringer 80’ Kopacz |

| Arbitro: | Schlager |

|                                                         |           |  |
| Kittel 16’ Jatta 41’, 48’ Vagnoman 54’ Trapp 61’ (aut.) | Marcatori |  |

| Arbitro: | Sather |

|  |           |            |
|  | Marcatori | 13’ Strauß |

#### Girone di ritorno
| Arbitro: | Thomsen |

|  |           |           |
|  | Marcatori | 38’ Green |

| Arbitro: | Gräfe |

|            |           |  |
| Hübers 55’ | Marcatori |  |

| Arbitro: | Waschitzki-Günther |

|          |           |                        |
| Kerk 64’ | Marcatori | 18’ Zoller 36’ Losilla |

| Arbitro: | Ittrich |

|            |           |  |
| Honsak 33’ | Marcatori |  |

| Arbitro: | Kampka |

|            |           |                            |
| Santos 88’ | Marcatori | 42’ Kleindienst 50’ Hüsing |

| Arbitro: | Storks |

|                                                    |           |  |
| Esswein 6’ (rig.) Behrens 63’ (rig.) Klingmann 88’ | Marcatori |  |

| Arbitro: | Bacher |

|  |           |                   |
|  | Marcatori | 26’ (rig.) Albers |

| Arbitro: | Waschitzki-Günther |

|               |           |            |
| Schäffler 61’ | Marcatori | 73’ Heider |

| Arbitro: | Thomsen |

|            |           |                                     |
| Heider 79’ | Marcatori | 51’ (rig.) Burgstaller 65’ Marmoush |

| Arbitro: | Lechner |

|  |           |            |
|  | Marcatori | 49’ Santos |

| Arbitro: | Stegemann |

|  |           |                                               |
|  | Marcatori | 11’, 55’ Abdullahi 51’ (rig.), 66’ Kobylański |

| Arbitro: | Jablonski |

|  |           |                                               |
|  | Marcatori | 37’ Peterson 50’ (rig.) Kownacki 67’ Sobottka |

| Arbitro: | Jöllenbeck |

|                       |           |                       |
| Srbeny 24’ Pröger 90’ | Marcatori | 14’ Santos 84’ Heider |

| Arbitro: | Cortus |

|          |           |                                        |
| Kerk 53’ | Marcatori | 7’ Serra 23’ (aut.) Ajdini 45’ Bartels |

| Arbitro: | Waschitzki-Günther |

|              |           |                                       |
| Ronstadt 66’ | Marcatori | 51’ Santos 79’ Taffertshofer 85’ Reis |

| Arbitro: | Siebert |

|                                    |           |                         |
| Santos 34’ Multhaup 61’ Heider 84’ | Marcatori | 37’ Meißner 82’ Leibold |

| Arbitro: | Petersen |

|                  |           |          |
| Nəzərov 65’, 76’ | Marcatori | 25’ Kerk |

#### Spareggio promozione-retrocessione
| Arbitro: | Stegemann |

|                                       |           |  |
| Schröck 2’ Kaya 34’ Eckert-Ayensa 81’ | Marcatori |  |

| Arbitro: | Stieler |

|                             |           |             |
| Heider 6’, 20’ Amenyido 81’ | Marcatori | 31’ Bilbija |

### Coppa di Germania
| Arbitro: | Ittrich |

|  |           |           |
|  | Marcatori | 77’ Klaas |

| Arbitro: | Hartmann |

|             |           |  |
| Modeste 45’ | Marcatori |  |

## Statistiche

### Statistiche di squadra
| Competizione                       | Punti | In casa | In casa | In casa | In casa | In casa | In casa | In trasferta | In trasferta | In trasferta | In trasferta | In trasferta | In trasferta | Totale | Totale | Totale | Totale | Totale | Totale | DR  |
| Competizione                       | Punti | G       | V       | N       | P       | Gf      | Gs      | G            | V            | N            | P            | Gf           | Gs           | G      | V      | N      | P      | Gf     | Gs     | DR  |
| ---------------------------------- | ----- | ------- | ------- | ------- | ------- | ------- | ------- | ------------ | ------------ | ------------ | ------------ | ------------ | ------------ | ------ | ------ | ------ | ------ | ------ | ------ | --- |
| 2. Bundesliga                      | 33    | 17      | 3       | 1       | 13      | 16      | 34      | 17           | 6            | 5            | 6            | 19           | 24           | 34     | 9      | 6      | 19     | 35     | 58     | -23 |
| Spareggio promozione-retrocessione | -     | 1       | 1       | 0       | 0       | 3       | 1       | 1            | 0            | 0            | 1            | 0            | 3            | 2      | 1      | 0      | 1      | 3      | 4      | -1  |
| Coppa di Germania                  | -     | 0       | 0       | 0       | 0       | 0       | 0       | 2            | 1            | 0            | 1            | 1            | 1            | 2      | 1      | 0      | 1      | 1      | 1      | 0   |
| Totale                             | 33    | 18      | 4       | 1       | 13      | 19      | 35      | 20           | 7            | 5            | 8            | 20           | 28           | 38     | 11     | 6      | 21     | 39     | 63     | -24 |

### Andamento in campionato
| Giornata  | 1 | 2 | 3 | 4 | 5 | 6 | 7 | 8 | 9 | 10 | 11 | 12 | 13 | 14 | 15 | 16 | 17 | 18 | 19 | 20 | 21 | 22 | 23 | 24 | 25 | 26 | 27 | 28 | 29 | 30 | 31 | 32 | 33 | 34 |
| --------- | - | - | - | - | - | - | - | - | - | -- | -- | -- | -- | -- | -- | -- | -- | -- | -- | -- | -- | -- | -- | -- | -- | -- | -- | -- | -- | -- | -- | -- | -- | -- |
| Luogo     | T | C | T | C | T | C | T | C | T | C  | T  | T  | C  | T  | C  | T  | C  | C  | T  | C  | T  | C  | T  | C  | T  | C  | T  | C  | C  | T  | C  | T  | C  | T  |
| Risultato | N | V | N | N | N | V | V | P | V | P  | V  | P  | P  | V  | P  | P  | P  | P  | P  | P  | P  | P  | P  | P  | N  | P  | V  | P  | P  | N  | P  | V  | V  | P  |
| Posizione | 9 | 4 | 5 | 5 | 6 | 4 | 2 | 6 | 5 | 6  | 5  | 8  | 9  | 8  | 9  | 11 | 11 | 12 | 13 | 15 | 15 | 15 | 15 | 16 | 16 | 16 | 15 | 16 | 17 | 17 | 17 | 17 | 16 | 16 |

Legenda:

Luogo: C = Casa; T = Trasferta. Risultato: V = Vittoria; N = Pareggio; P = Sconfitta.

### Statistiche dei giocatori
| Giocatore        | 2. Bundesliga | 2. Bundesliga | 2. Bundesliga | 2. Bundesliga | Spareggio | Spareggio | Spareggio   | Spareggio  | Coppa di Germania | Coppa di Germania | Coppa di Germania | Coppa di Germania | Totale   | Totale | Totale      | Totale     |
| Giocatore        | Presenze      | Reti          | Ammonizioni   | Espulsioni    | Presenze  | Reti      | Ammonizioni | Espulsioni | Presenze          | Reti              | Ammonizioni       | Espulsioni        | Presenze | Reti   | Ammonizioni | Espulsioni |
| ---------------- | ------------- | ------------- | ------------- | ------------- | --------- | --------- | ----------- | ---------- | ----------------- | ----------------- | ----------------- | ----------------- | -------- | ------ | ----------- | ---------- |
| B. Ajdini        | 27            | 1             | 2             | 1             | 2         | 0         | 1           | 0          | 1                 | 0                 | 0                 | 0                 | 30       | 1      | 3           | 1          |
| E. Amenyido      | 25            | 2             | 7             | 0             | 2         | 1         | 1           | 0          | 2                 | 0                 | 0                 | 0                 | 29       | 3      | 8           | 0          |
| M. Augé          | 0             | 0             | 0             | 0             | 0         | 0         | 0           | 0          | 0                 | 0                 | 0                 | 0                 | 0        | 0      | 0           | 0          |
| U. Bapoh         | 10            | 0             | 1             | 0             | 0         | 0         | 0           | 0          | 0                 | 0                 | 0                 | 0                 | 10       | 0      | 1           | 0          |
| L. Beckemeyer    | 0             | 0             | 0             | 0             | 0         | 0         | 0           | 0          | 0                 | 0                 | 0                 | 0                 | 0        | 0      | 0           | 0          |
| T. Beermann      | 30            | 2             | 8             | 0             | 2         | 0         | 1           | 0          | 2                 | 0                 | 0                 | 0                 | 34       | 2      | 9           | 0          |
| D. Blacha        | 26            | 1             | 0             | 0             | 0         | 0         | 0           | 0          | 1                 | 0                 | 0                 | 0                 | 27       | 1      | 0           | 0          |
| D. Buchholz      | 0             | 0             | 0             | 0             | 0         | 0         | 0           | 0          | 0                 | 0                 | 0                 | 0                 | 0        | 0      | 0           | 0          |
| K. Engel         | 13            | 0             | 0             | 0             | 1         | 0         | 0           | 0          | 0                 | 0                 | 0                 | 0                 | 14       | 0      | 0           | 0          |
| J. Grot          | 4             | 0             | 0             | 0             | 0         | 0         | 0           | 0          | 0                 | 0                 | 0                 | 0                 | 4        | 0      | 0           | 0          |
| L. Gugganig      | 27            | 0             | 6             | 0             | 1         | 0         | 0           | 0          | 1                 | 0                 | 0                 | 0                 | 29       | 0      | 6           | 0          |
| M. Heider        | 24            | 4             | 2             | 0             | 2         | 2         | 0           | 0          | 2                 | 0                 | 0                 | 0                 | 28       | 6      | 2           | 0          |
| B. Henning       | 32            | 0             | 5             | 0             | 0         | 0         | 0           | 0          | 2                 | 0                 | 1                 | 0                 | 34       | 0      | 6           | 0          |
| M. Heyer         | 0             | 0             | 0             | 0             | 0         | 0         | 0           | 0          | 1                 | 0                 | 0                 | 0                 | 1        | 0      | 0           | 0          |
| L. Ihorst        | 18            | 2             | 0             | 1             | 0         | 0         | 0           | 0          | 2                 | 0                 | 0                 | 0                 | 20       | 2      | 0           | 1          |
| S. Kerk          | 34            | 10            | 1             | 0             | 2         | 0         | 0           | 0          | 2                 | 0                 | 0                 | 0                 | 38       | 10     | 1           | 0          |
| S. Klaas         | 2             | 0             | 0             | 0             | 0         | 0         | 0           | 0          | 1                 | 1                 | 0                 | 0                 | 3        | 1      | 0           | 0          |
| S. Köhler        | 5             | 0             | 0             | 0             | 0         | 0         | 0           | 0          | 1                 | 0                 | 0                 | 0                 | 6        | 0      | 0           | 0          |
| P. Kühn          | 33            | 0             | 1             | 0             | 2         | 0         | 0           | 0          | 2                 | 0                 | 0                 | 0                 | 37       | 0      | 1           | 0          |
| M. Multhaup      | 26            | 2             | 0             | 0             | 2         | 0         | 0           | 0          | 1                 | 0                 | 0                 | 0                 | 29       | 2      | 0           | 0          |
| T. Möller        | 3             | 0             | 0             | 0             | 0         | 0         | 0           | 0          | 0                 | 0                 | 0                 | 0                 | 3        | 0      | 0           | 0          |
| S. Müller        | 8             | 0             | 0             | 0             | 2         | 0         | 1           | 0          | 0                 | 0                 | 0                 | 0                 | 10       | 0      | 1           | 0          |
| M. Nicolas       | 1             | 0             | 0             | 0             | 0         | 0         | 0           | 0          | 0                 | 0                 | 0                 | 0                 | 1        | 0      | 0           | 0          |
| K. Reichel       | 20            | 0             | 2             | 0             | 0         | 0         | 0           | 0          | 1                 | 0                 | 0                 | 0                 | 21       | 0      | 2           | 0          |
| L. Reis          | 27            | 1             | 6             | 0             | 2         | 0         | 1           | 0          | 1                 | 0                 | 0                 | 0                 | 30       | 1      | 7           | 0          |
| C. Santos        | 29            | 8             | 2             | 0             | 1         | 0         | 0           | 0          | 2                 | 0                 | 0                 | 0                 | 32       | 8      | 2           | 0          |
| N. Schmidt       | 22            | 1             | 1             | 0             | 2         | 0         | 0           | 0          | 2                 | 0                 | 0                 | 0                 | 26       | 1      | 1           | 0          |
| L. Sprekelmeyer  | 0             | 0             | 0             | 0             | 0         | 0         | 0           | 0          | 0                 | 0                 | 0                 | 0                 | 0        | 0      | 0           | 0          |
| A. Sušac         | 3             | 0             | 0             | 1             | 0         | 0         | 0           | 0          | 1                 | 0                 | 0                 | 0                 | 4        | 0      | 0           | 1          |
| U. Taffertshofer | 30            | 1             | 5             | 0             | 2         | 0         | 0           | 0          | 1                 | 0                 | 0                 | 0                 | 33       | 1      | 5           | 0          |
| M. Trapp         | 32            | 0             | 7             | 1             | 2         | 0         | 0           | 0          | 1                 | 0                 | 0                 | 0                 | 35       | 0      | 7           | 1          |
| K. Wolze         | 23            | 0             | 7             | 0             | 2         | 0         | 0           | 0          | 1                 | 0                 | 0                 | 0                 | 26       | 0      | 7           | 0          |